# Moixera de pastor
La moixera de pastor (Sorbus torminalis) és un arbre caducifoli pertanyent al gènere Sorbus i de la família de les rosàcies que generalment no passa dels 10 metres d'alçària.

## Descripció

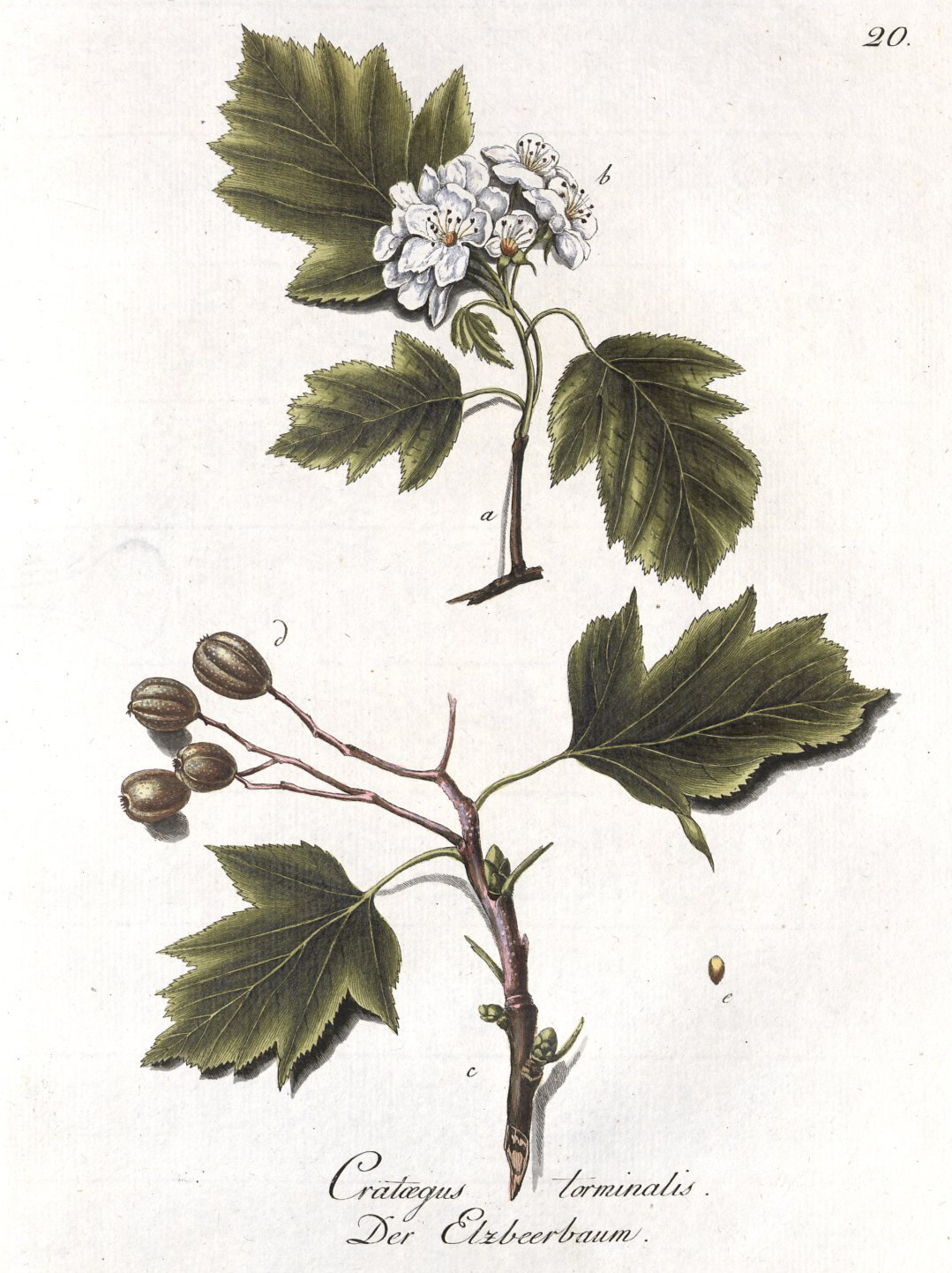

Arbret de 5 a 20 metres d'alçada. La seva escorça és de color gris fosc, clivellada i forma crostes rectangulars.
És un arbre fàcilment diferenciat de les altres moixeres pel pecíol llarg (5-9 cm) de les seves fulles. Les fulles s'assemblen una mica a les dels aurons però són alternes; són de color verd fosc per totes dues cares, tenen de cinc a set lòbuls i mesuren 5-10 cm, sent una mica més llargues que amples. Són de les primeres a canviar de color a la tardor.
A la fi de la primavera floreix amb ramells de flors blanques. Les flors mesuren 1 cm i tenen 5 pètals amb molts estams.
Produeix un fruit carnós ovoide o globós d'uns 15 mm de diàmetre, de color brunenc en madurar.
És un arbre diploide i hermafrodita. La reproducció generalment es fa per brots d'arrel, fins a distàncies molt llargues (20-30 metres). Les flors són pol·linitzades per insectes (sobretot per l'abella i borinots). Els fruits són menjats per ocells, que disseminen les llavors, però la regeneració per llavor no és habitual. Molt rarament s'autofertilitza (< 1%).
Espècie post pionera, nòmada i asocial.
Es considera una espècie longeva i de creixement lent. Pot arribar a viure 200 anys, i, en alguns casos, 300.
La seva aparença elegant i els colors que pren a la tardor li proporcionen un valor paisatgístic i ornamental important.
Participa en la creació de clons amb Sorbus aria. Probablement, un híbrid seu originà l'arbre Sorbus latifolia.

## Ecologia, hàbitat i distribució
Sol aparèixer de manera dispersa en boscos dominats per altres espècies. Habita boscos principalment caducifolis, en les rouredes, alzinars i pinedes -sovint en clarianes i marges- en tota mena de substrats, dels 0 als 1400 metres.
La seva presència indica que el bosc és vell i que no s'ha pertorbat.
Ocupa tota mena de terrenys i és molt tolerant a condicions difícils de sòl i clima, però es considera una espècie heliòfila, ja que si bé es regenera correctament sota arbres que fan poca ombra com els pins, necessita un terreny de qualitat, llum i molt d'espai per poder desenvolupar tot el seu potencial, i en situacions de semi ombra el seu creixement és dèbil i la forma mediocre. Per altra banda, en zones d'elevada qualitat acostuma a desaparèixer, en quedar ombrejada per espècies de creixement més ràpid. És molt sensible a la competència de les herbàcies, especialment durant els primers 5-10 anys de vida.
Té tolerància a la sequera a l'estiu, fins a dos mesos, però necessita 600-700 mm de pluges l'any. Resisteix hiverns freds. Necessita calor en època de creixement, fet que explica la seva poca presència en zones muntanyoses, al nord de França o en zones amb molta ombra, tret de les zones mediterrànies.
| Necessitat d'aigua | Sensibilitat a l'entollament temporal | Necessitat de Ca, Mg, K | Necessitat de N i P | Sensibilitat a calcària activa |
| ------------------ | ------------------------------------- | ----------------------- | ------------------- | ------------------------------ |
| Mitjana            | Mitjana                               | Baixa                   | Mitjana             | Nul·la o molt baixa            |

| Necessitat de calor | Sensibilitat al fred | Sensibilitat a les gelades tardanes | Sensibilitat a les gelades prematures | Sensibilitat al vent | Sensibilitat a la sequera | Sensibilitat a la competició per la llum |
| ------------------- | -------------------- | ----------------------------------- | ------------------------------------- | -------------------- | ------------------------- | ---------------------------------------- |
| Mitjana             | Molt baixa           | Mitjana                             | Baixa                                 | Baixa                | Baixa                     | Mitjana                                  |

És natiu d'Europa, del nord d'Àfrica, del Caucas, d'Anatòlia i de Síria.
Es troba a gairebé tota la península Ibèrica, tret del sud-oest, generalment distribuït de manera escassa i dispersa. Viu sobretot a una altitud mitjana de 800-1.200 metres, associat a boscos caducifolis, especialment de roures. A les muntanyes de la meitat occidental de la península prolifera en terrenys silicis, i a la meitat oriental en calcaris. Als Països Catalans ocupa una àrea disjunta i és poc abundant: a Catalunya viu sobretot a la muntanya mitjana de tendència humida, sobretot de clima marítim, enmig de les rouredes i alzinars més humits, on no forma boscos purs. En algunes regions de la Península Ibèrica on més escasseja (Portugal, Múrcia, Andalusia, Extremadura, Castella-la Manxa, Madrid, València) l'espècie està catalogada com a protegida.
Alguns ocells que busquen els seus fruits per menjar són el tudó, la merla, el tord, la griva cerdana, el pinsà borroner, la mallerenga d'aigua, el corb, la garsa i el gaig. També se'ls mengen els toixons, els esquirols, les guineus i les fagines.

## Usos

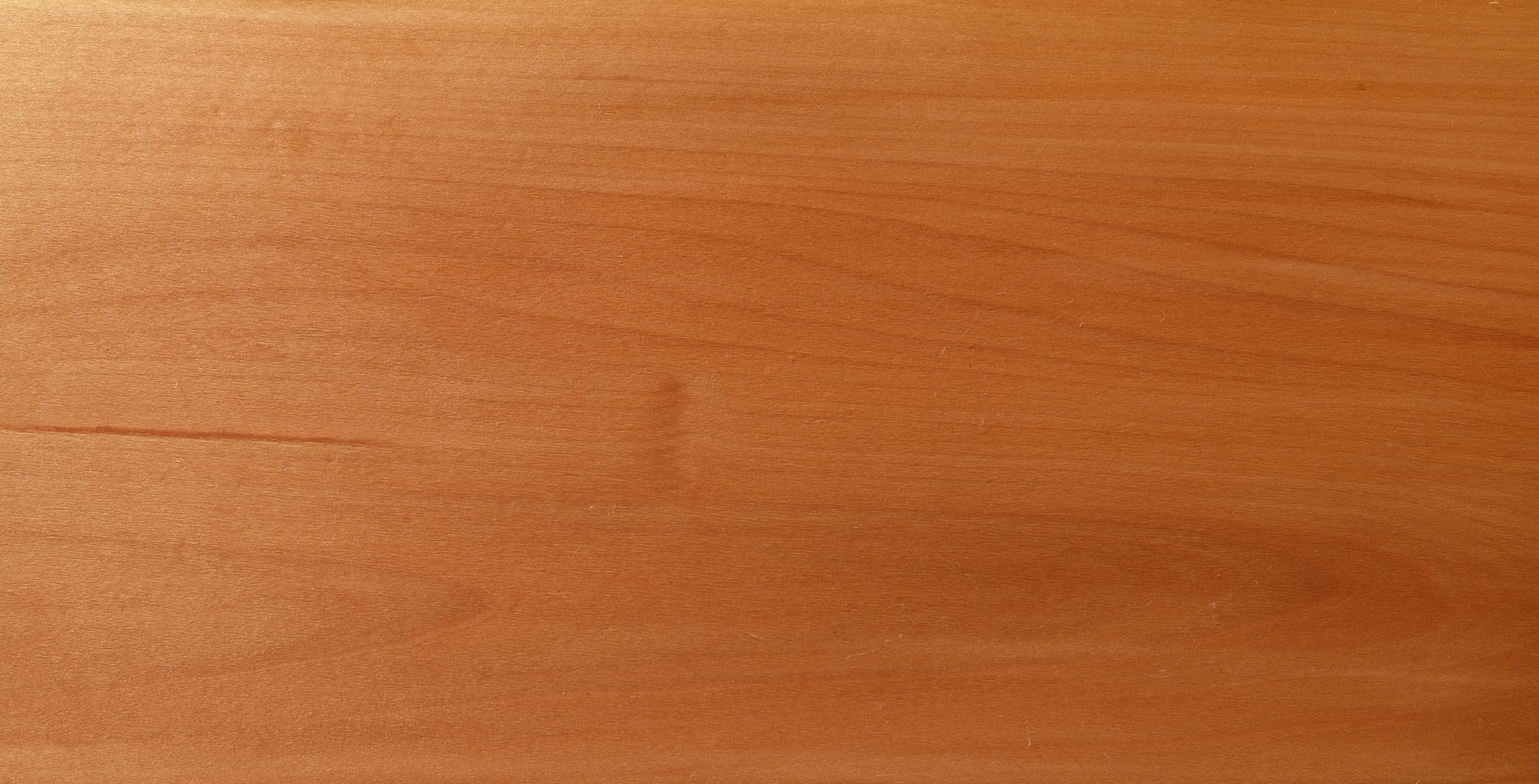
Fusta

Els seus fruits, les moixes, molt aspres i astringents, quan són ben madurs són comestibles i tenen gust de dàtil. S'havien menjat per combatre els còlics i la disenteria; d'aquí li ve el nom torminalis, que en llatí vol dir: "bo pels còlics". Fermentats s'han usat també per elaborar begudes alcohòliques com l'aiguardent i la sidra, obtenir vinagre i per endolcir la cervesa. Són uns fruits escassos però molt apreciats pel seu gust als Pics d'Europa. El seu consum era més típic a l'Europa central, en països com Alemanya, on es venien. Tradicionalment es mengen directament de l'arbre a la tardor, quan són molt madurs.
La fusta és densa, dura, clara, duradora i homogènia. S'ha emprat en torneria, en la fabricació d'instruments i mànecs d'eines, com a combustible, i per fer carbó. Degut a la relativa escassetat d'exemplars de grans dimensions, la seva fusta no té un mercat estès. No obstant això, la fusta de moixera de pastor és la fusta europea que assoleix un preu més alt. Les peces de més qualitat es destinen a la indústria de la fullola a la plana. Les característiques visuals i tècniques de la fusta són extraordinàries, i actualment s'està investigant el seu valor potencial.
S'ha plantat en parcs i jardins. Resulta una espècie molt recomanable en repoblacions forestals pel seu alt valor de la fusta i per la fauna, i en diversos països europeus s'empra sovint per reforestar terrenys agrícoles.

## Plagues i malalties
Els Sorbus en general tenen pocs agents nocius descrits. Els problema més greu és el fong armillaria, que podreix les arrels i pot arribar a ser letal. El fong clapejat de les moixeres i el pugó solen atacar les fulles, però no presenten un problema greu per al desenvolupament de l'arbre. L'insecte Janus compressus causa la mort dels brots tendres, però l'arbre sol corregir el dany amb nous brots.
Les eines de poda s'han de desinfectar periòdicament per evitar problemes sanitaris en l'arbre.

## Altres noms
S'anomena també moixera, maçanera borda, moixera de guilla, pomera de pastor i aliquier ver.

## Galeria d'imatges

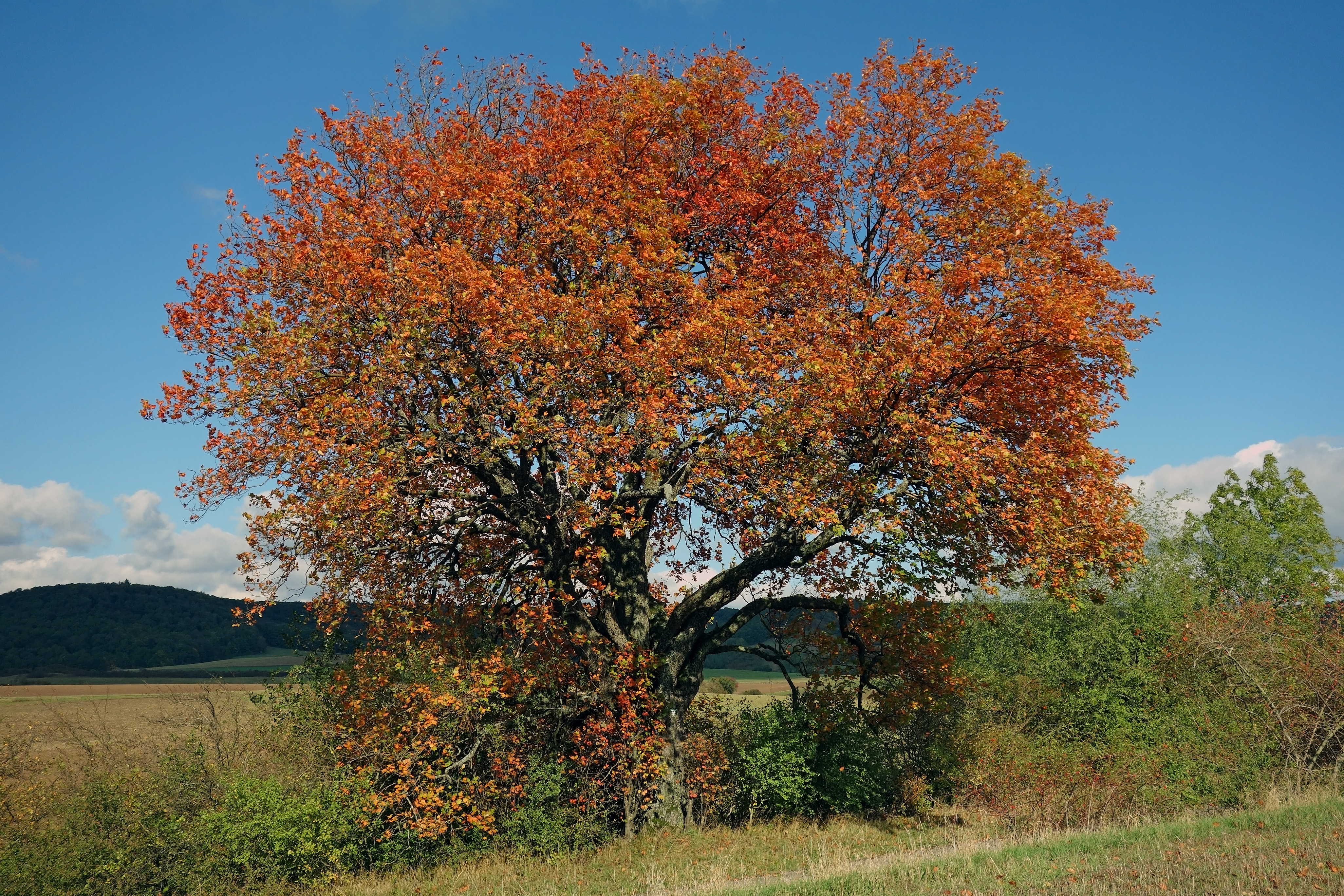
Arbre adult a la tardor
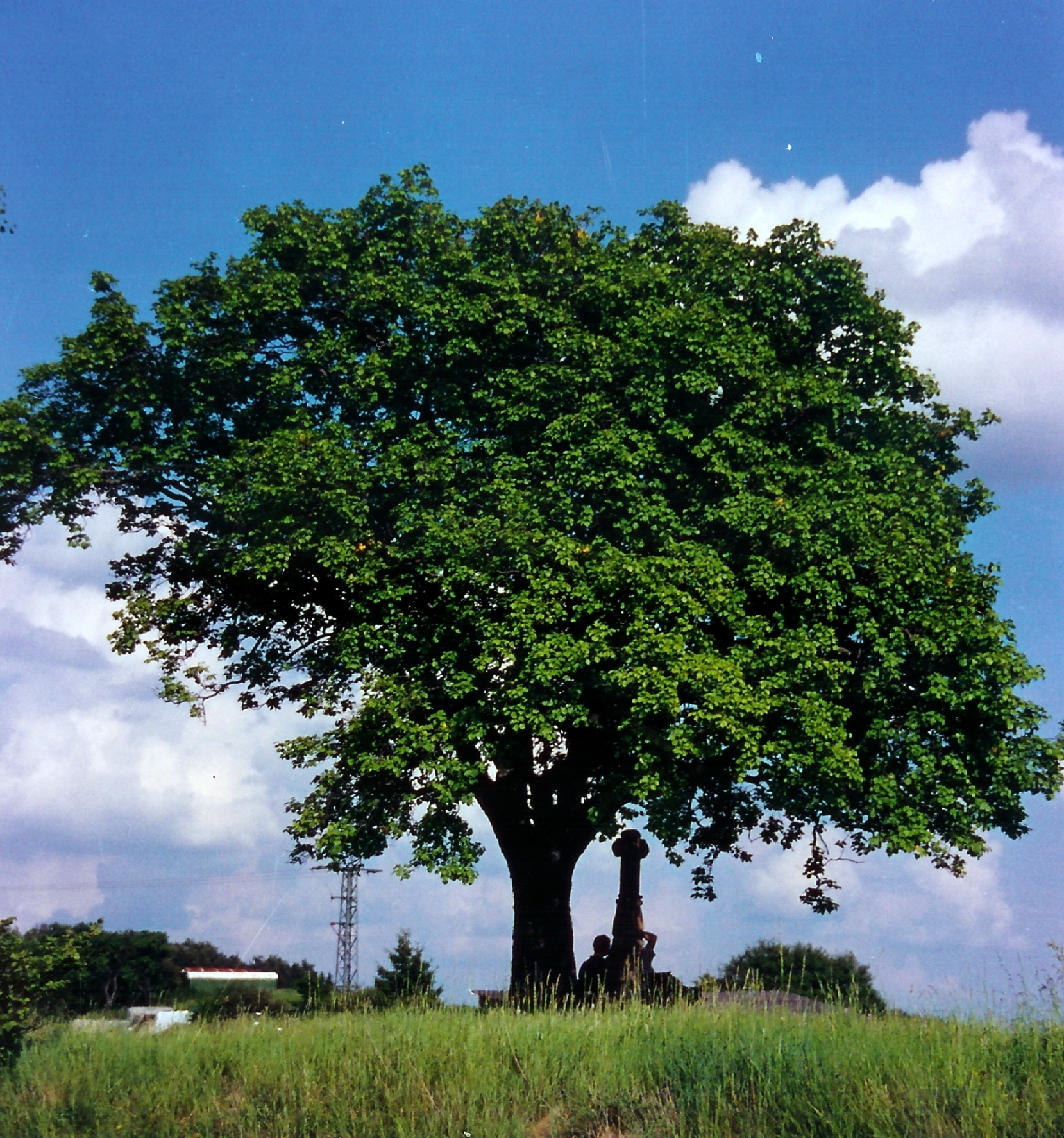
Arbre adult a l'estiu
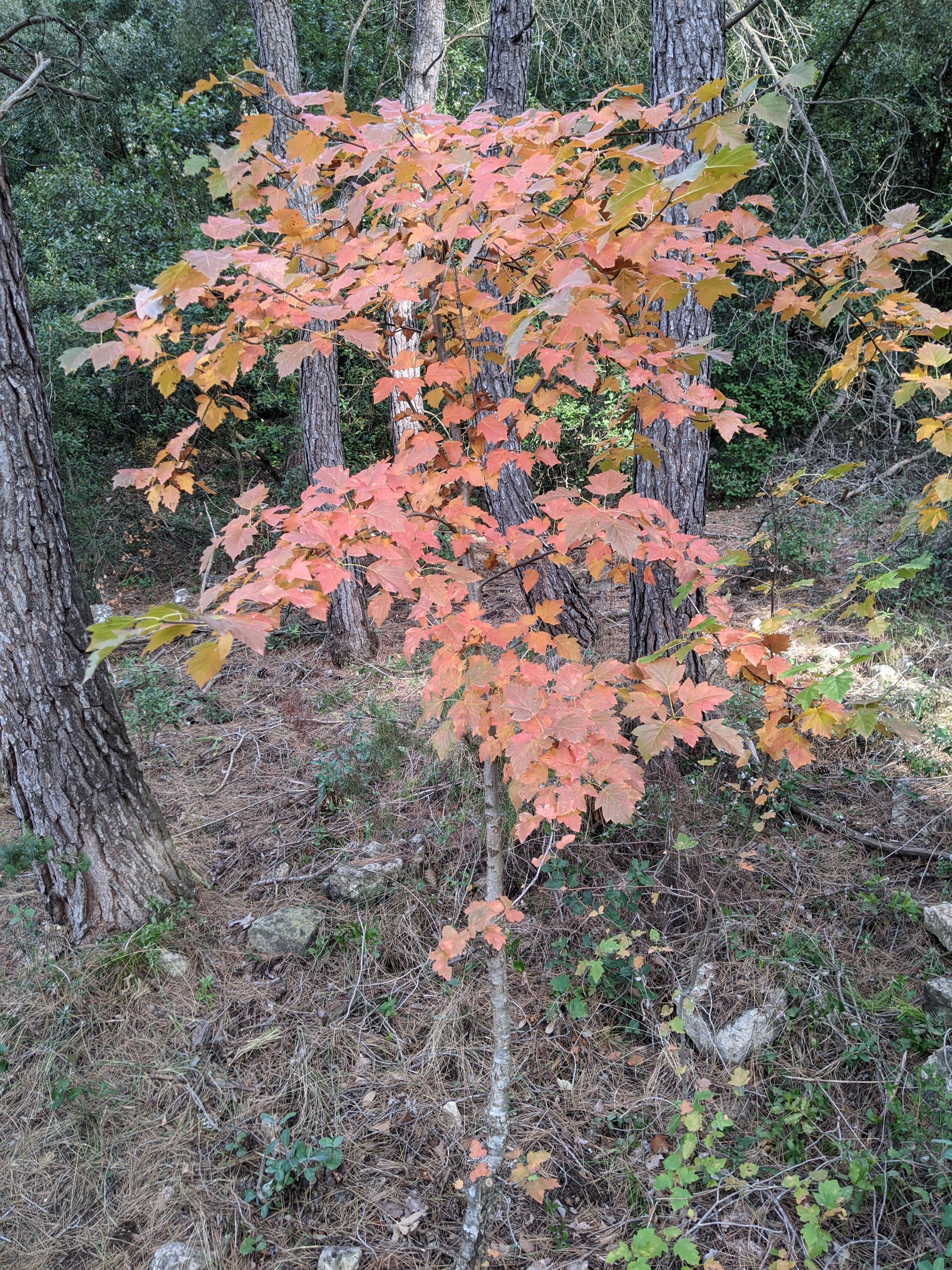
Arbre jove a la tardor
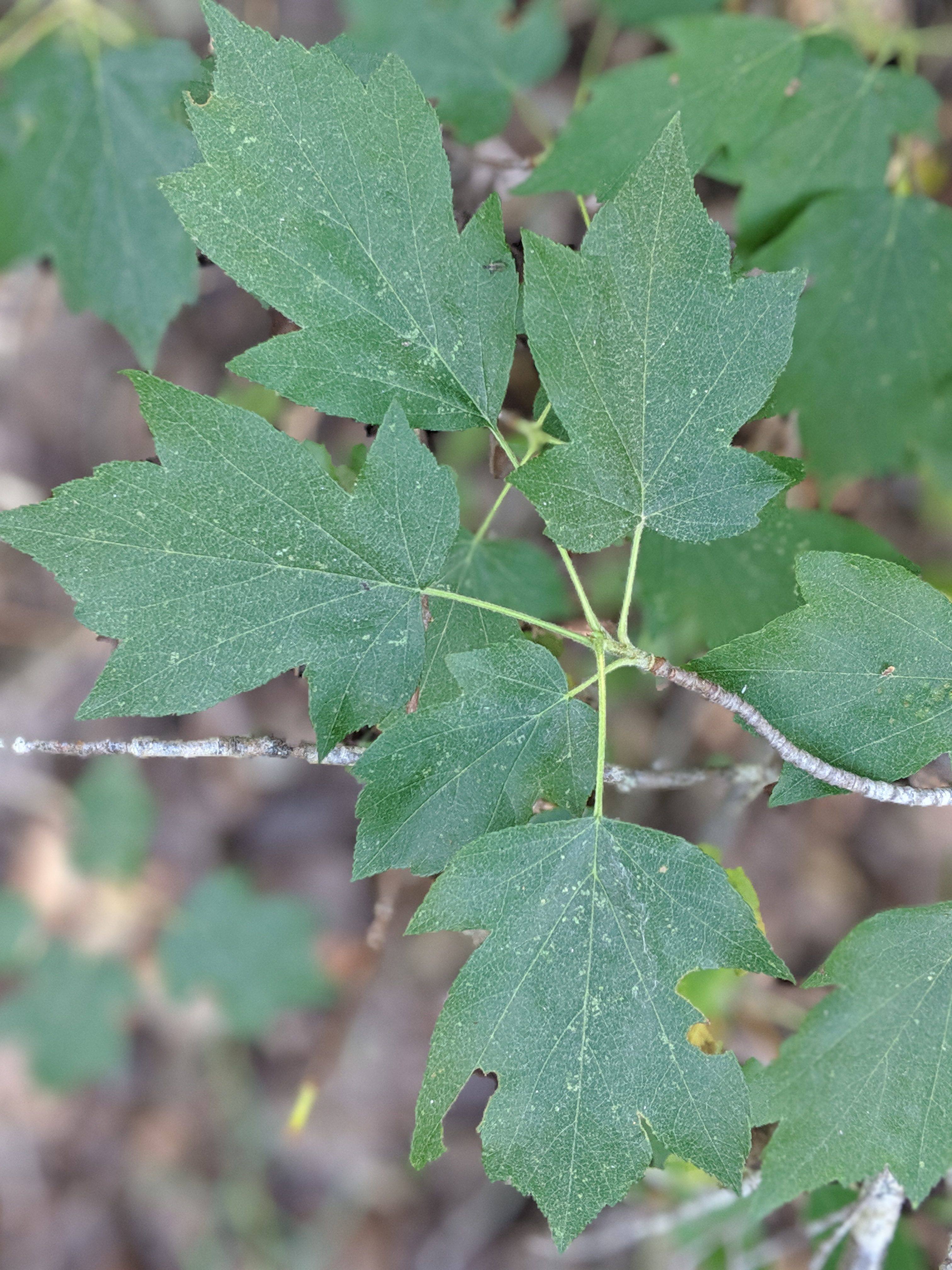
Fulles a principis de juny
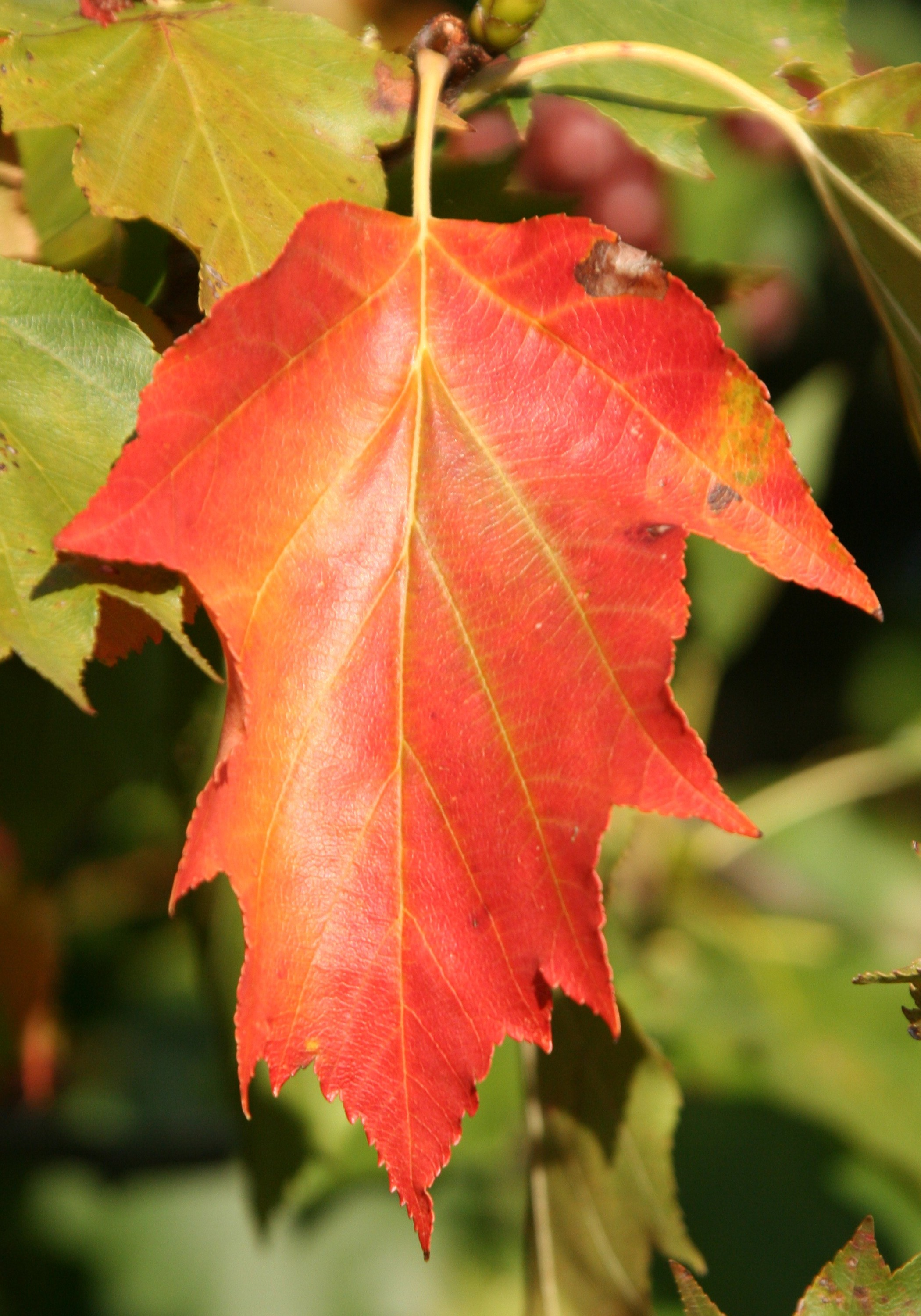
Fulla a la tardor
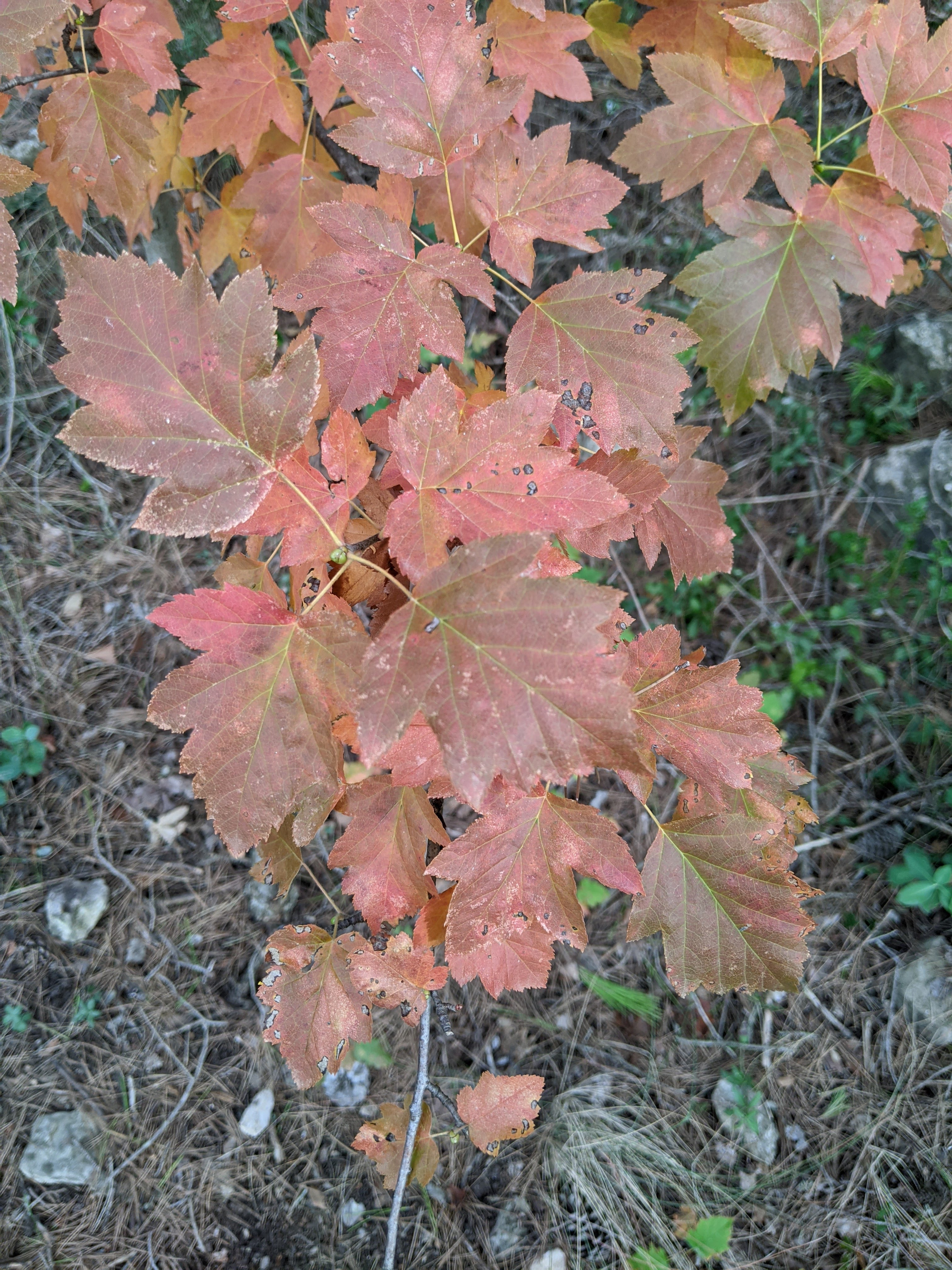
Fulles a la tardor
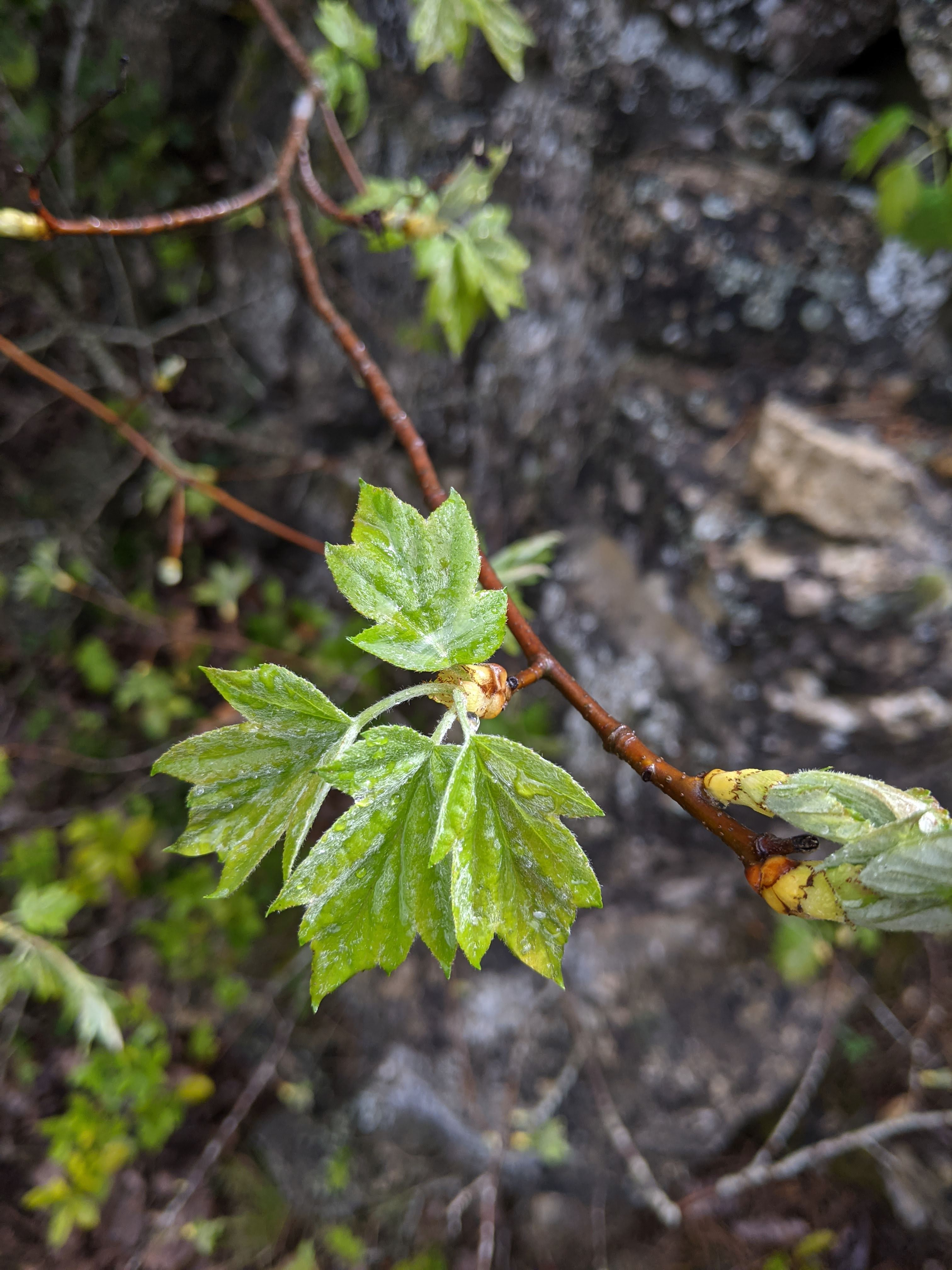
Fulles brotant a la primavera
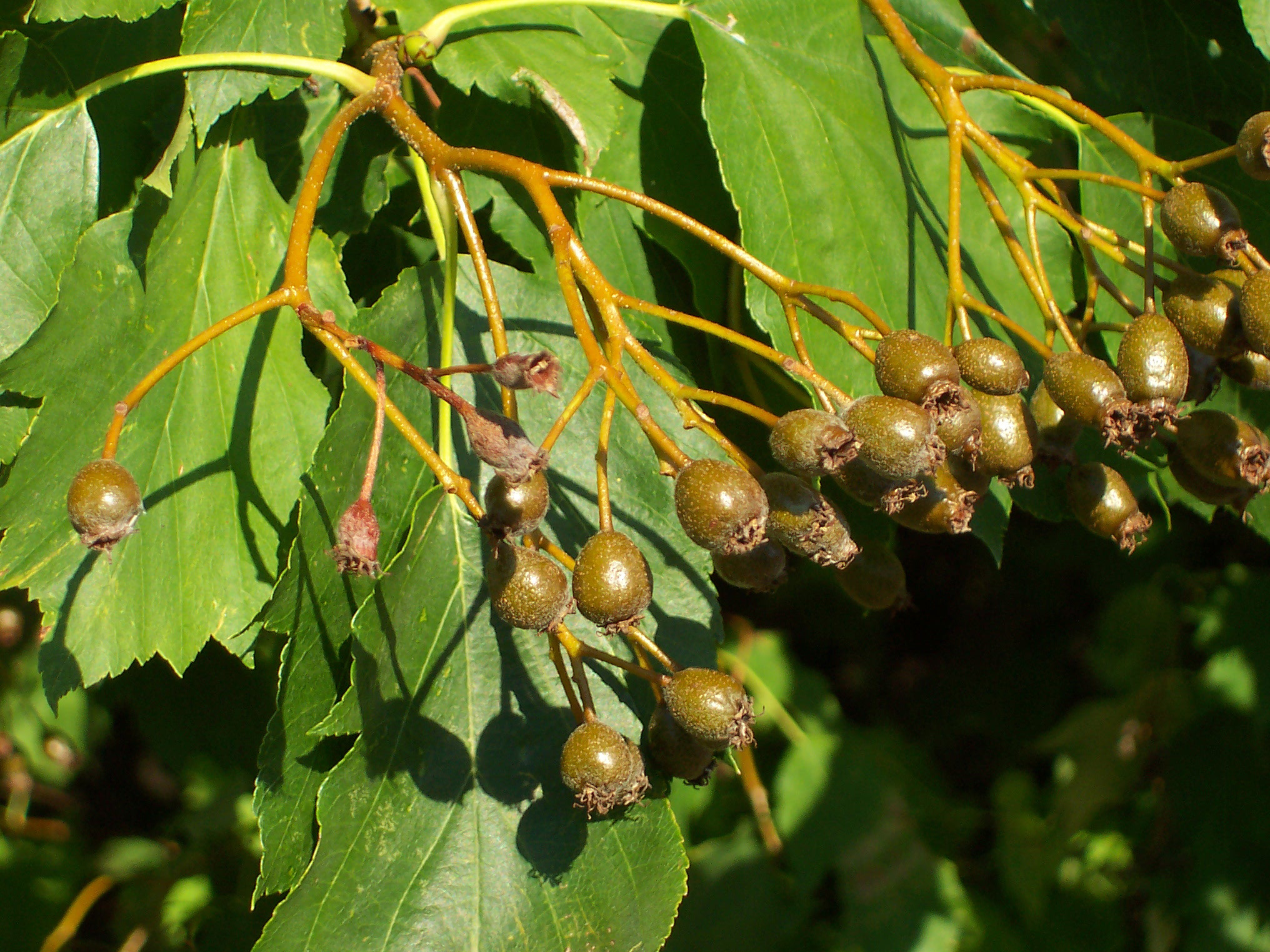
Moixes verdes
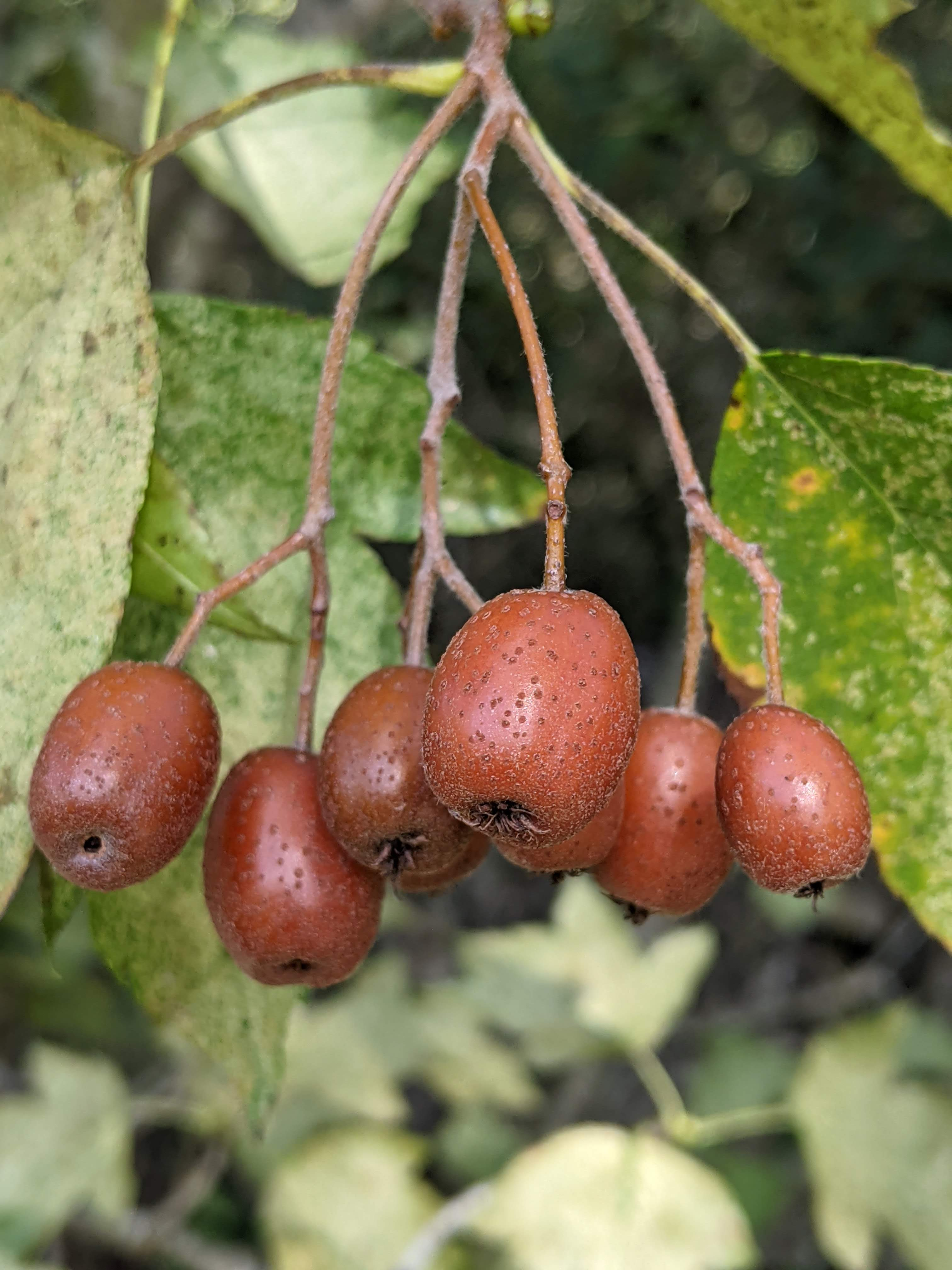
Moixes al setembre
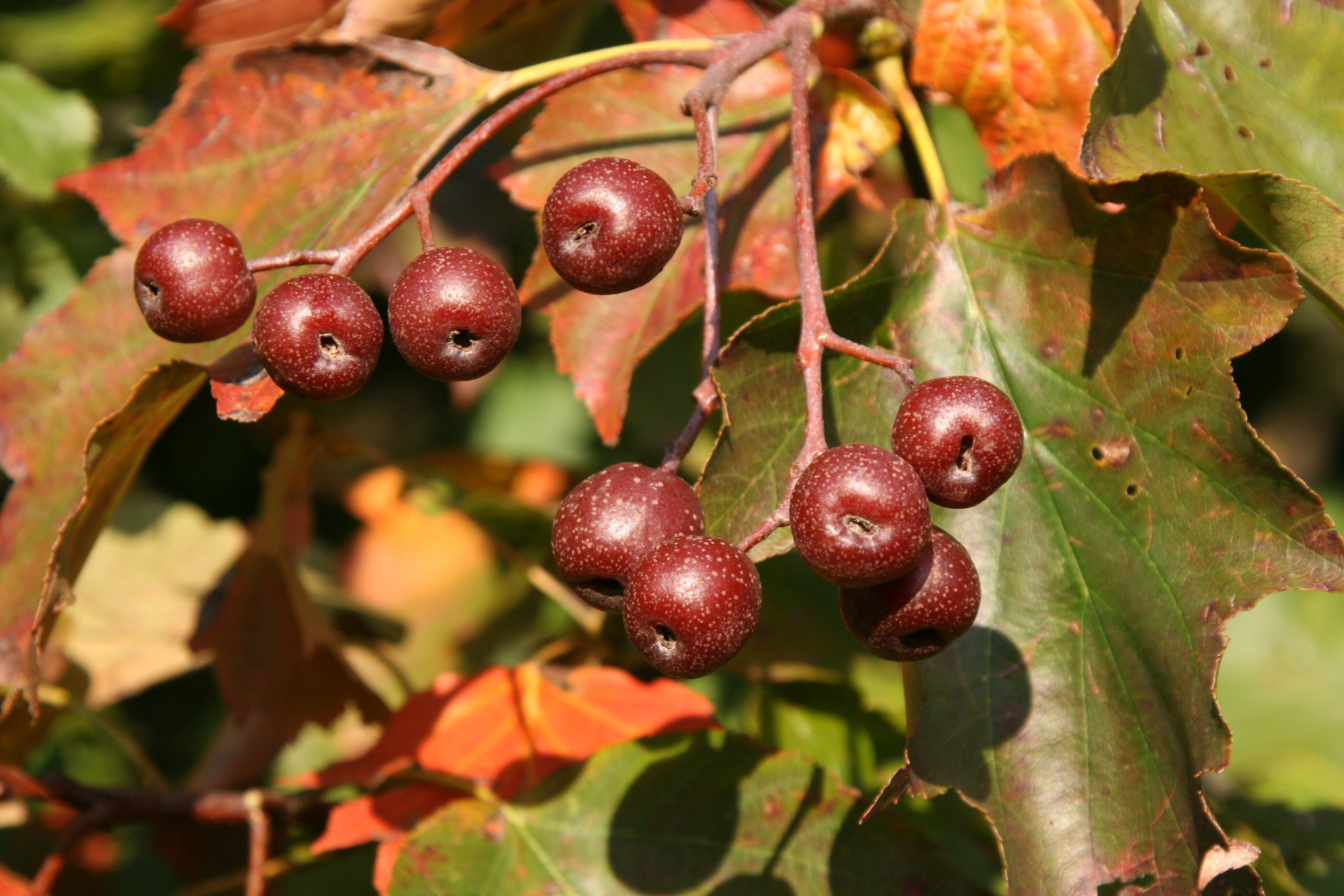
Moixes madures
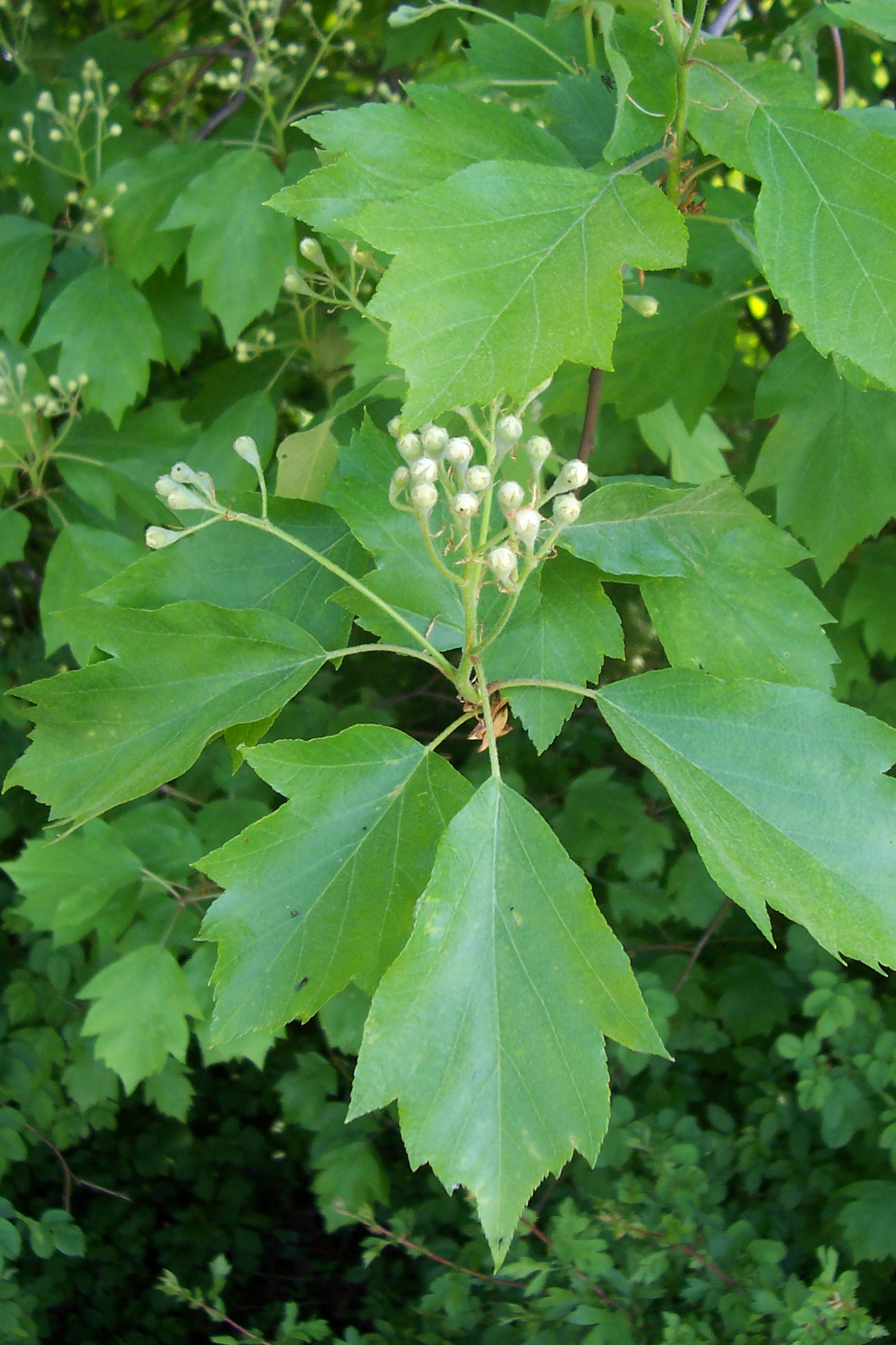
Capolls de flors
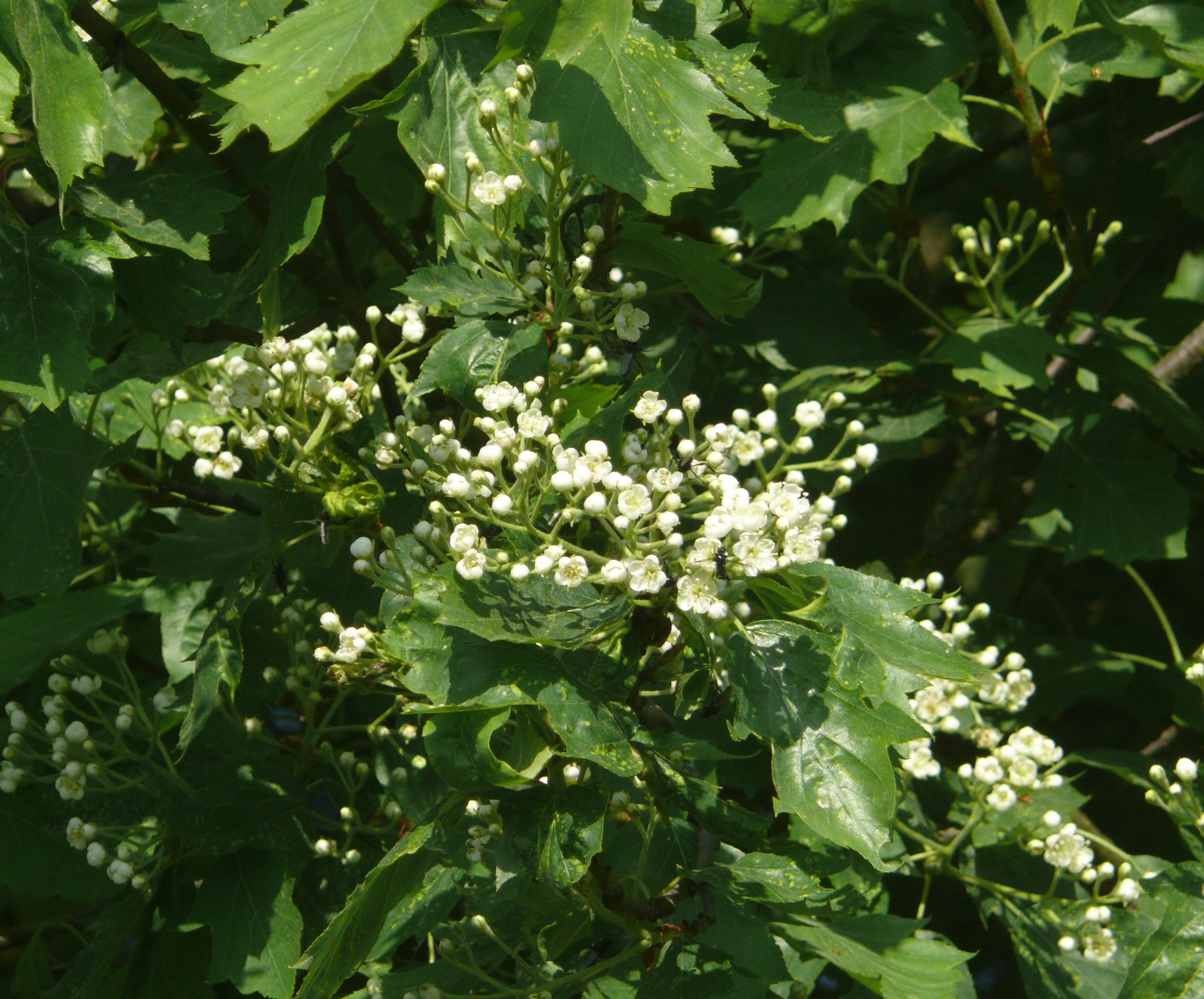
Flors
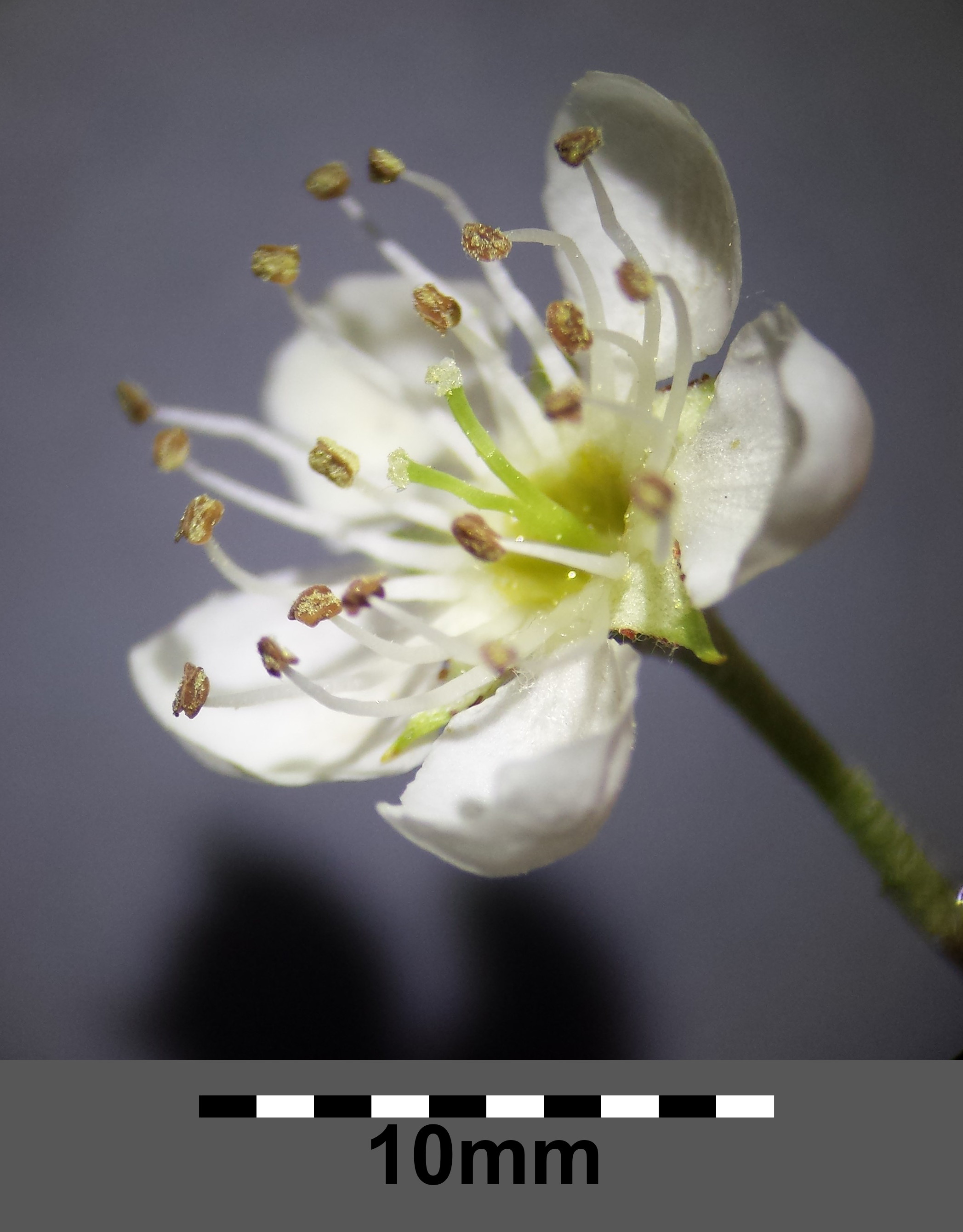
Flor ampliada
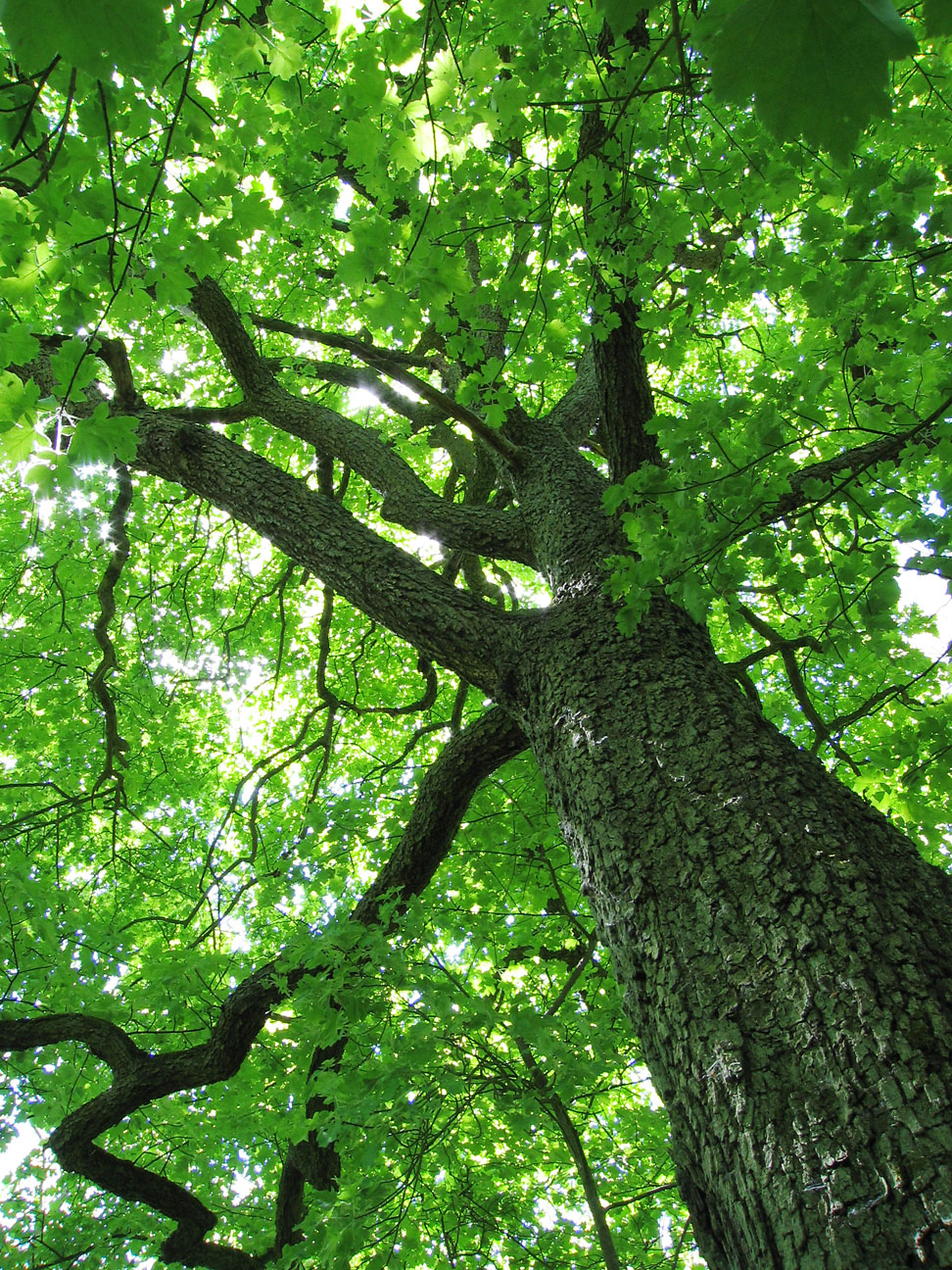
Tronc i fulles
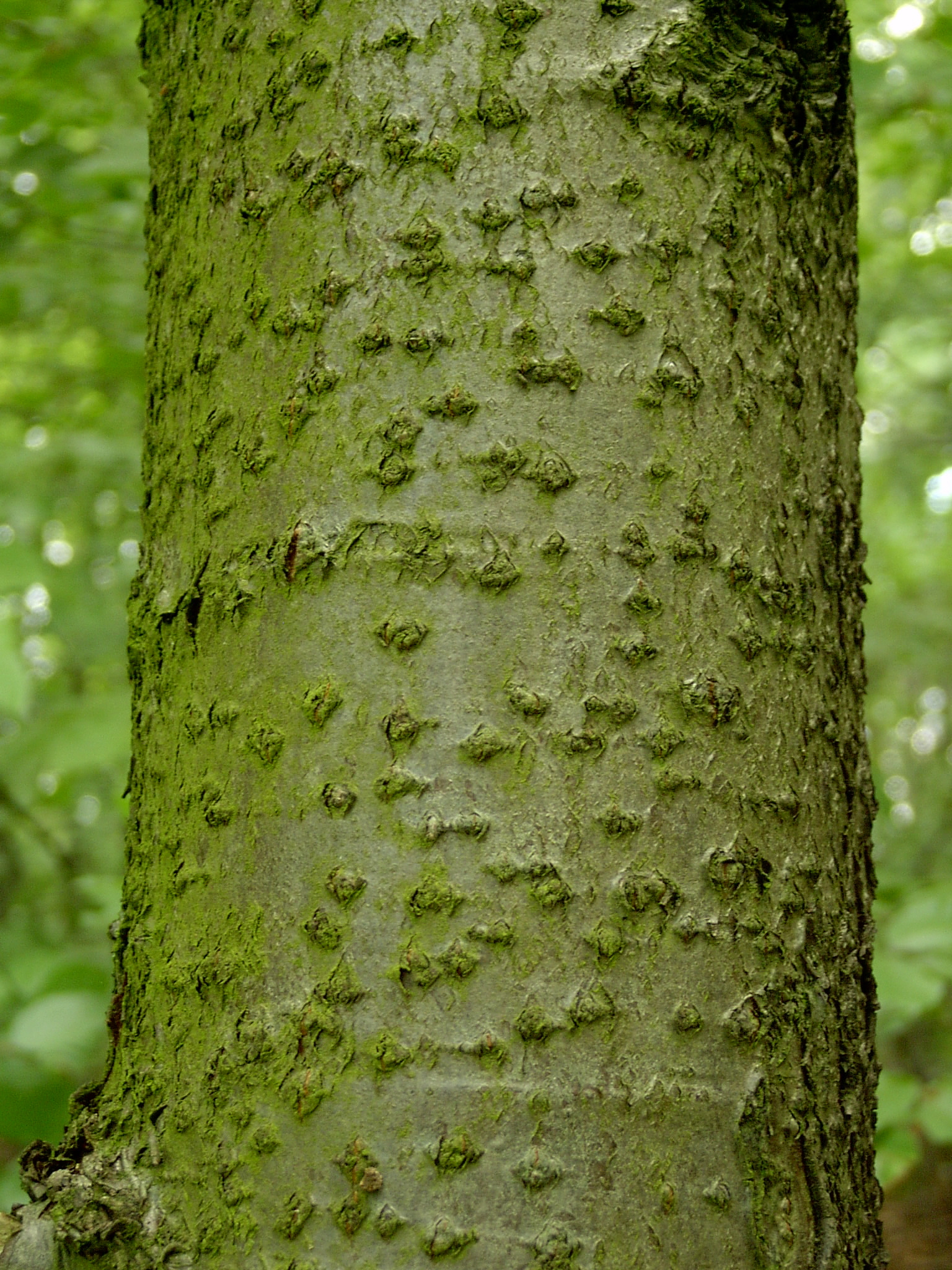
Escorça d'un arbre jove
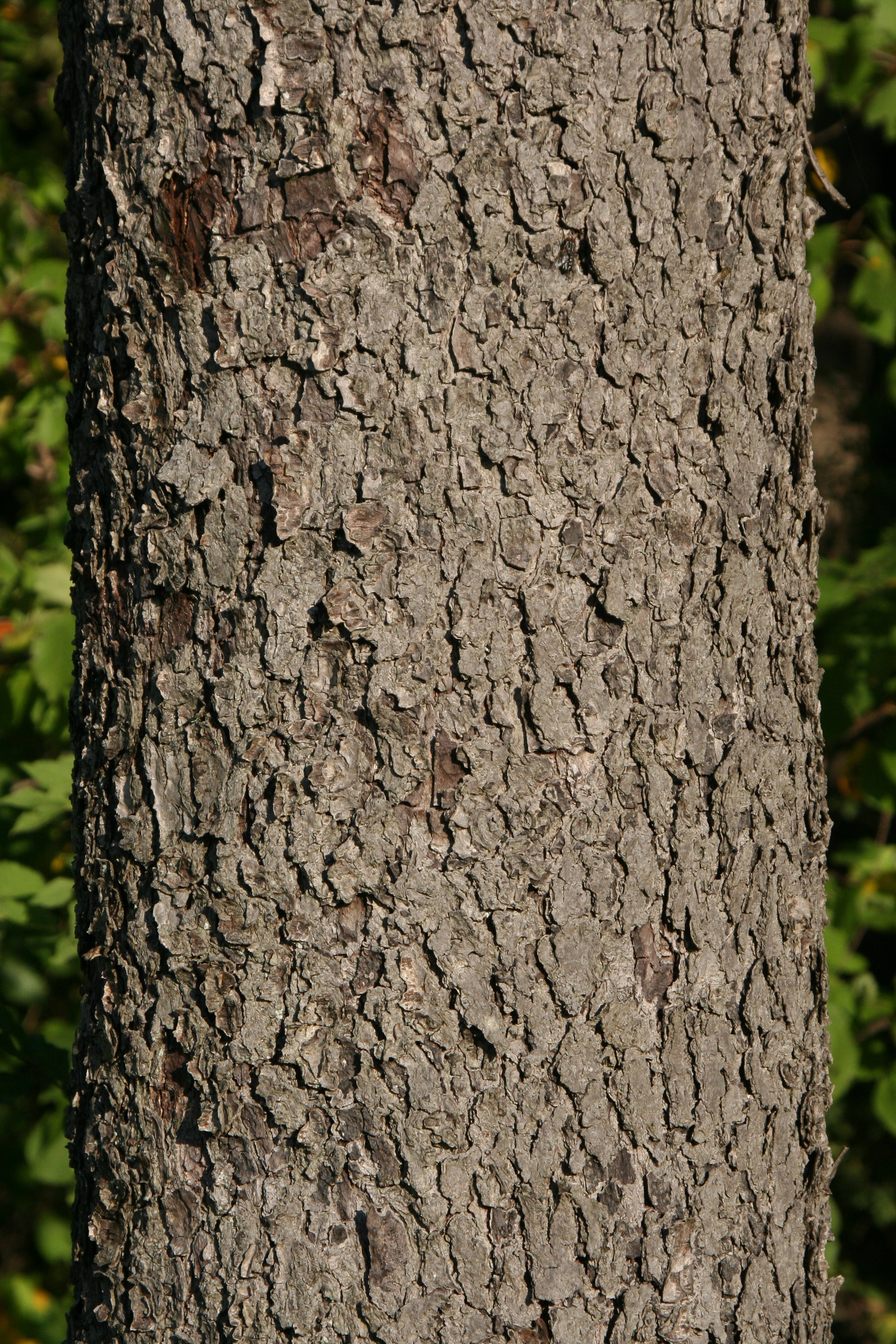
Escorça d'un arbre adult
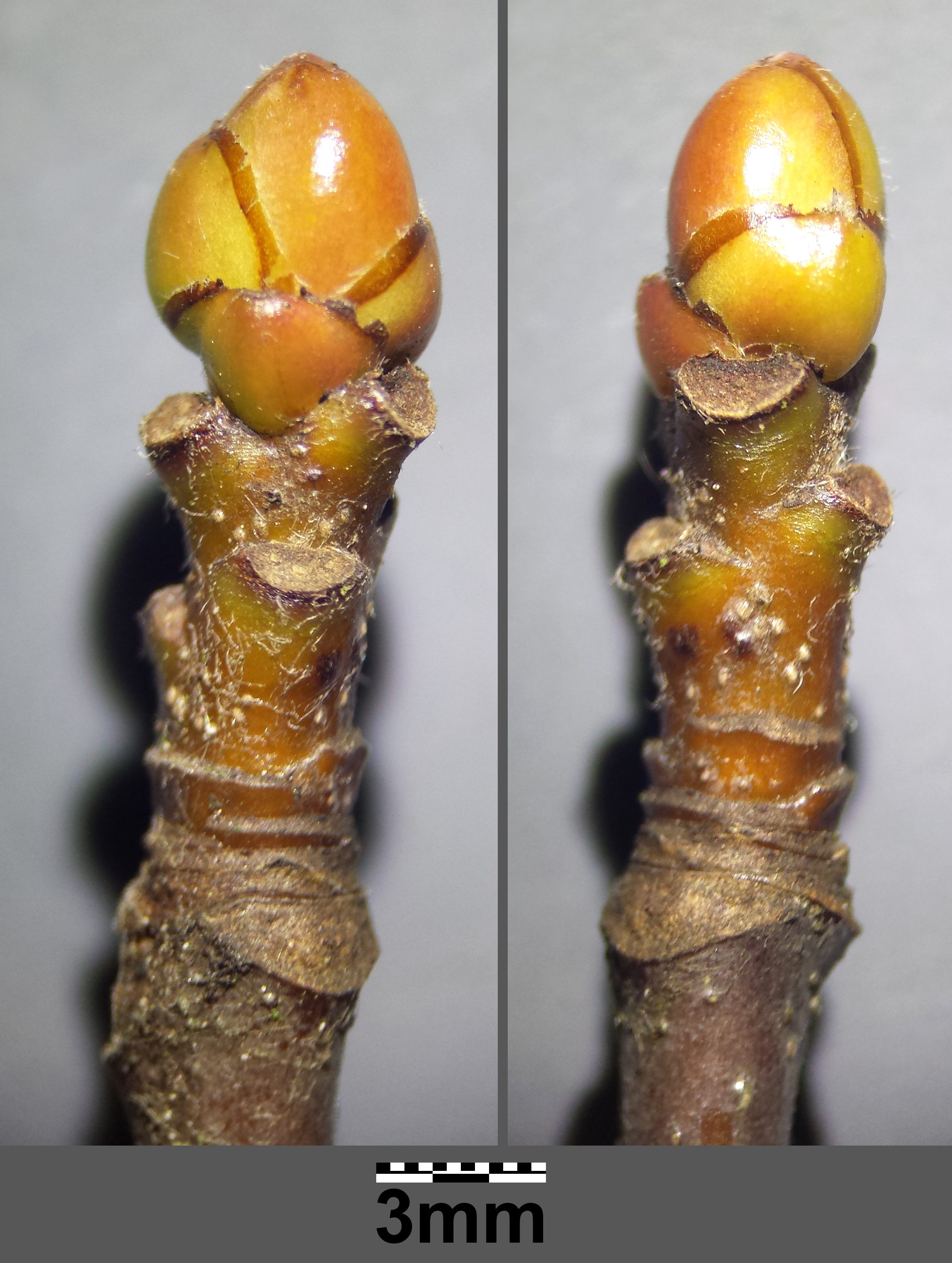
Brot a l'hivern
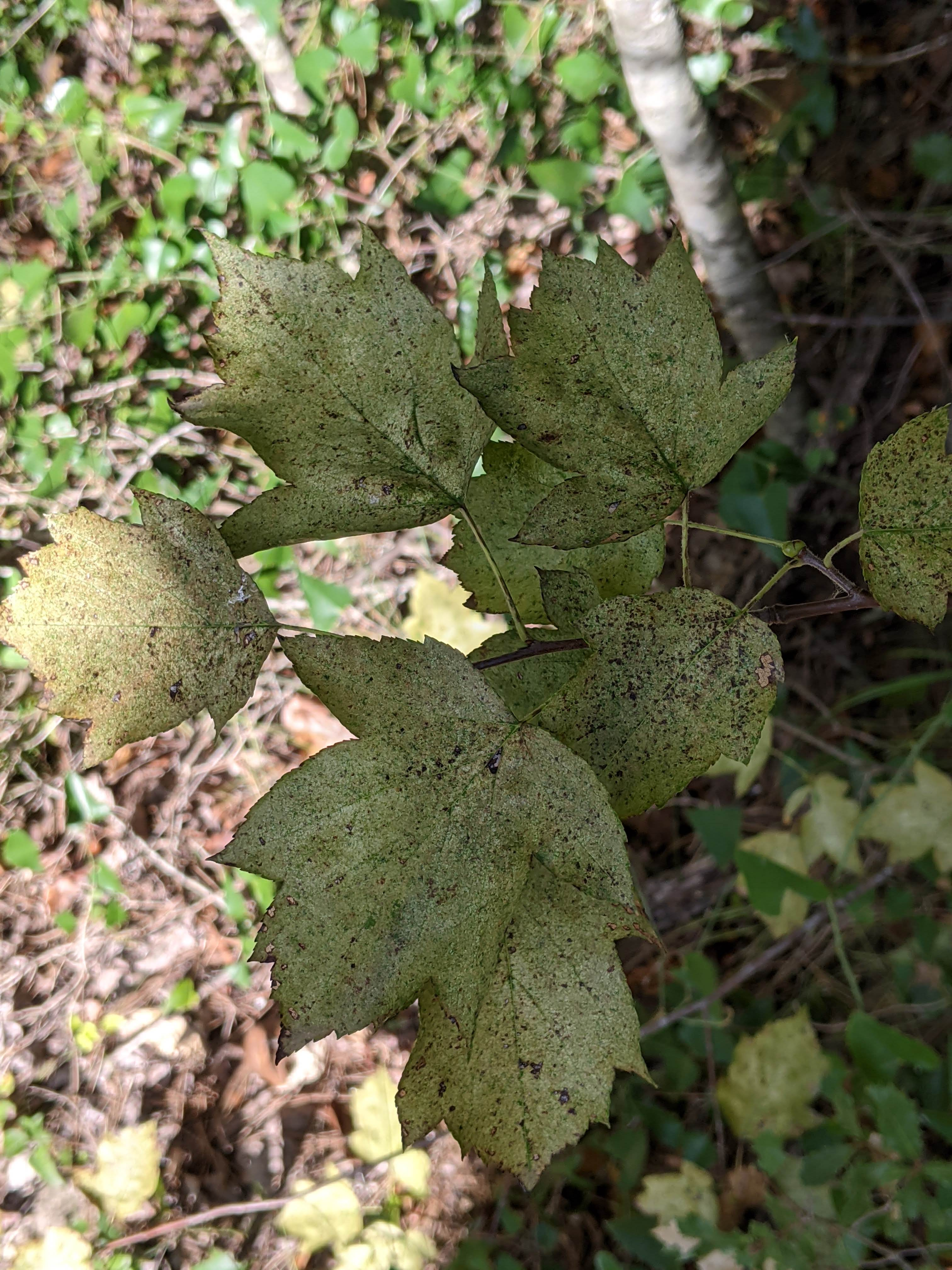
Fulles infectades d'algun paràsit
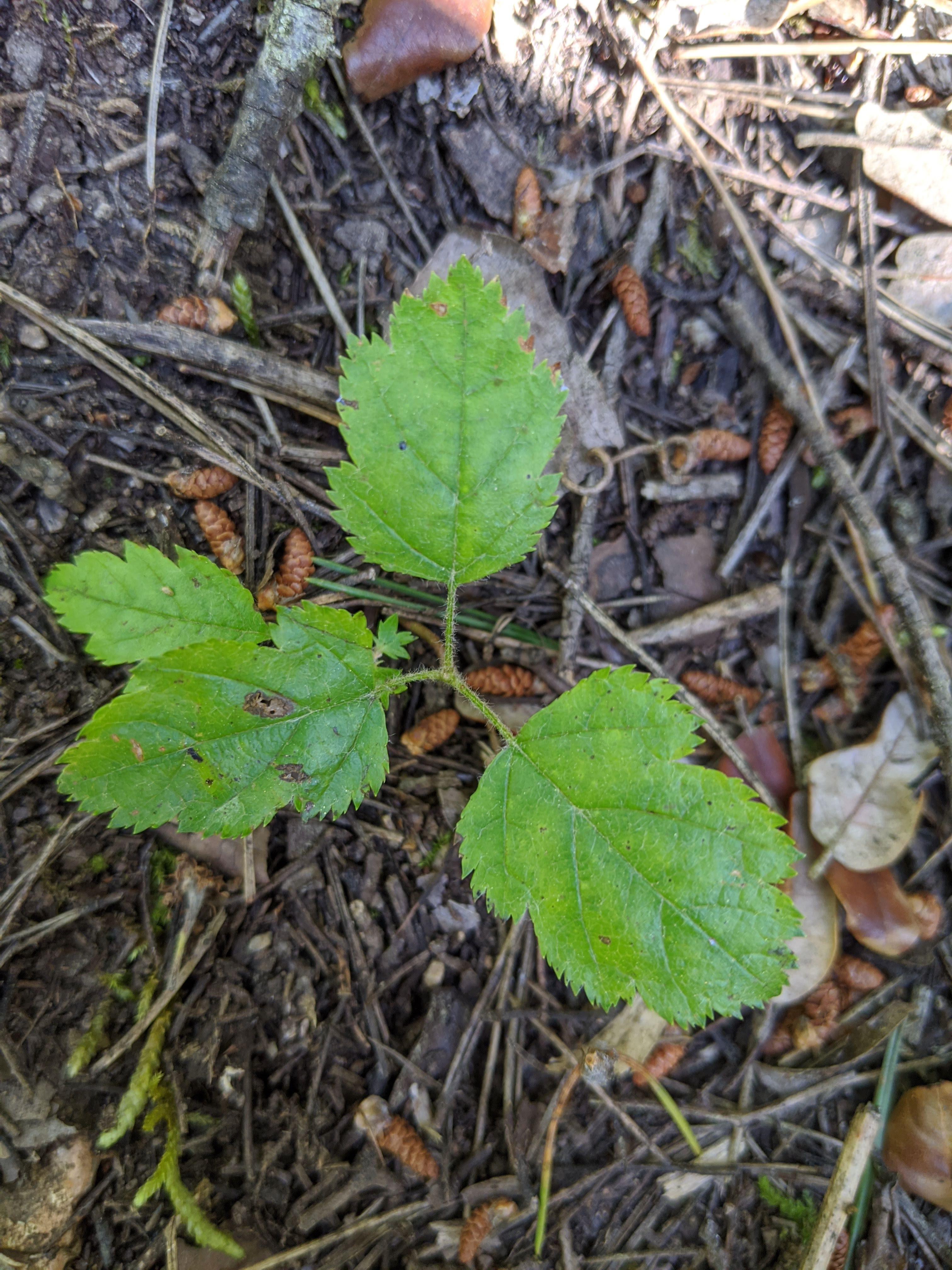
Exemplar acabat de néixer